# 거친털황금두더지
거친털황금두더지(Chrysospalax villosus)는 황금두더지과에 속하는 포유류의 일종이다. 남아프리카공화국의 토착종이다. 자연 서식지는 온대 기후 지역의 관목지대와 초원, 경작지, 목초지, 농장 그리고 시골과 도시 지역이다. 서식지 감소로 위협받고 있다.